# Resolució 600 del Consell de Seguretat de les Nacions Unides
La Resolució 600 del Consell de Seguretat de les Nacions Unides, aprovada per unanimitat el 27 de març de 1987 va recomanar a l'Assemblea General que a Nauru se li permetés formar part de l'Estatut de la Cort Internacional de Justícia si compleix amb les següents condicions:
- (a) acceptació de les provisions de l'Estatut.
- (b) acceptació de totes les obligacions d'un membre de les Nacions Unides sota l'article 94 de la Carta.
- (c) comprometre's a contribuir amb les despeses de la Cort amb una quantitat raonable que l'Assemblea General determinaria periòdicament prèvia consulta amb el govern de Nauru.